# Ród von Gaschin
Rodzina von Gaschin – śląski ród magnatów.

## Historia rodu

Herb rodu von Gaschin

Gaschinowie wywodzą się z Niemiec z rodu Bersten II. Przybył on na początku XIII wieku do Polski i tutaj rozgałęzili się w różne rodziny. Jednym z potomków tej rodziny był Jan Wierzchlejski, który służył jako rotmistrz w wojsku polskim. Niektóre źródła mówią o tym, że rodzina von Gaschin jest pochodzenia etnicznie polskiego, o czym może świadczyć brzmienie nazwiska Gaszyna, które było przez nich używane przez pewien okres. Inne źródła mówią o etnicznie czeskim pochodzeniu tej rodziny od rodu Velenów, jednak takie powiązanie może świadczyć tylko o tym, że Czesi jako pierwsi nadali im tytuły rycerskie. Zdaniem Wincentego Ogrodzińskiego Gaszynowie przybyli na Śląsk z ziemi wieluńskiej.
Protoplastą rodu był Nicolaus Gaszyński, zwany Silesius, który w 1554 poślubił Magdalenę, córkę Mikołaja Klemy. Mikołaj Klema był panem na połowie Kietrza i na Sudole. W 1557 biskup ołomuniecki powierzył protoplaście rodu w lenne prawo swoje dobra, tzn. drugą połowę Kietrza, ale także część wiosek: Langowa, Kratowow i Erenberg. Po pożarze kościoła w Kietrzu, Nicolaus wraz z mieszkańcami postawili nową świątynię. W 1586 ród został podniesiony do stanu rycerskiego. Od 1595 byli właścicielami dużego murowanego domu, który znajdował się w zachodniej pierzei rynku w Raciborzu.
W 1618 wybuchła wojna trzydziestoletnia. Gaszynowie, którzy jako jeden z nielicznych rodów szlacheckich nie przeszli na wiarę protestancką, podczas całej wojny walczyli u boku cesarza Ferdynanda II. W 1621 za wierność cesarz wyniósł ich do stanu baronów. Za wspólną walkę z cesarzem przeciw Turkom Gaszynowie otrzymali tytuł dziedzicznych hrabiów (niem. Graf).
Melchior Ferdynand von Gaschin (ur. 1581 w Kietrzu) został cesarskim radcą oraz kanclerzem księstwa opolsko-raciborskiego. W 1631 nabył zamek w Żyrowej, który od tej pory był rodową siedzibą Gaschinów i gdzie umieścili herb swoich przodków – Bersten II. Od 1650 byli przez jakiś czas również właścicielami pałacu we Frysztacie.
W 1653 ród otrzymał tytuł hrabiów cesarstwa (niem Reichsgraf). Wtedy to Gaszynowie zmienili nazwisko na von Gaschin, jednak równie często podpisywali się z francuska, de Gaschin. Hrabia Melchior von Gaschin w 1655 postanowił wybudować kościół oraz klasztor dla zakonu franciszkanów na szczycie Góry Świętej Anny. Jednak, aby móc podarować te ziemie zakonnikom, hrabia musiał uzyskać zgodę polskiego króla Jana II Kazimierza, mimo tego, że ziemie te znajdowały się na terenie Cesarstwa.
Kiedy król Polski wyraził zgodę na darowiznę oraz biskup wrocławski zezwolił na budowę klasztoru spisano w 1657 w języku staroczeskim akt nadania, który brzmiał tak: My Jan Kazimir z Buozi Milosti Kral Polsky, Welike Knize Litewskie Ruske Pruske Mazowskie Samogitske Ifflandtske Smolinskie a Czernichowskie, Knize w Slezy Opolske a Ratiborzke, gakuoz take Szwedtskij Gotskij a Wandalskij diedicznij Kral...
W 1665 w Polskiej Cerekwi zmarł graf Melchior von Gaschin, który został pochowany w kaplicy rodowej oo. dominikanów w Raciborzu.
Maria Elżbieta, córka najwyższego kanclerza Czech Franciszka Wilhelma Popela von Lobkowitza oraz hrabiny von Trautmannsdorf, od 1719 była właścicielką murowanego domu w Raciborzu. W 1690 wyszła za hrabiego Jerzego Adama Franciszka von Gaschin (jego opełny tytuł brzmiał: hrabia Rzeszy von Gaschin baron von Rosenberg, pan na Woźnikach, Polskiej Cerekwi, Żyrowej, Bodzanowicach, Karwinie oraz Kietrzu). Maria Elżbieta zmarła w 1724. W testamencie nakazała sprzedać swój dom, a za uzyskaną kwotę wznieść na Rynku w Raciborzu kamienną kolumnę poświęconą Matce Boskiej Niepokalanego Poczęcia. Poleciła także, aby odprawiano nabożeństwa jako wotum dziękczynne za ustąpienie zarazy z 1715. Wykonawcą testamentu był jej syn, Karol Ludwik von Gaschin.
Hrabia Karol Ludwik 21 września 1725 zawarł porozumienie z magistratem Raciborza, na mocy którego zdeponował on w ratuszu 1200 guldenów. Z tej sumy 700 magistrat miał dobrze ulokować, aby można było odprawiać mszę świętą w każdą niedzielę i święto maryjne pod statuą przez duchownego z kościoła kolegiackiego. Pozostałe pieniądze miały być przeznaczone na budowę kolumny. Hrabia Karol Ludwik 23 kwietnia 1726 dołożył jeszcze 400 guldenów na budowę statui. Kolumnę ukończono w 1727.
9 stycznia 1726 r. przyszedł na świat hrabia Antoni. Był człowiekiem bardzo krzepkim. Mówiono, że nową podkowę łamał jak kawałek chleba. W latach 1756-1764 podjął się on dzieła renowacji i rozbudowy o 4 nowe kaplice Kalwarii na Górze Świętej Anny. Zmarł bezdzietnie 18 stycznia 1796 r. w zamku w Polskiej Cerekwi. Pochowany jest w kościele kalwaryjskim pw. Św. Krzyża na Górze Świętej Anny, w którym znajduje się jego portret, z namalowanym u podnóża pałacem w Żyrowej.

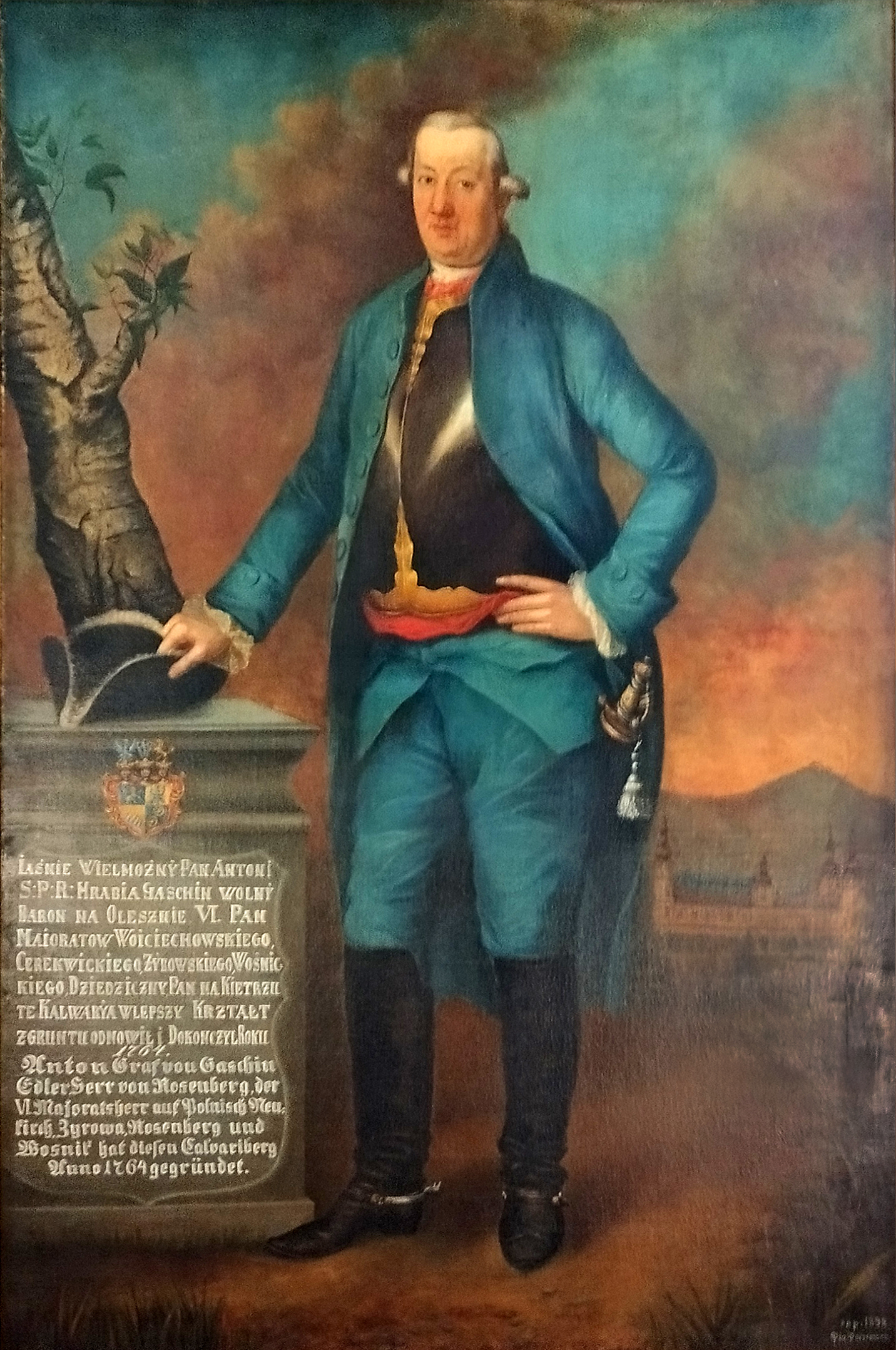
Iaśnie Wielmożny Pan Antoni S:P:R: Hrabia Gaschin wolny Baron na Olesznie VI. Pan Maioratow Woiciechowskiego, Cerekwickiego, Żyrowskiego, Wośnickiego, Dziedziczny Pan na Kietrzu

Gdy wybuchła I wojna śląska (wojna w latach 1740–1742 między Prusami a Austrią) rodzina von Gaschin nie brała czynnego udziału w walkach. Śląsk przeszedł pod panowanie pruskie.
Ostatnim męskim potomkiem rodu był hrabia Amand von Gaschin, który w 1837 poślubił Fanny Leszczyc-Sumiński. W 1842 kupił Krowiarki wraz z pałacem oraz Maków od swego kuzyna hrabiego von Strachwitz. Do nabytych dóbr przeniósł się z dotychczasowej rodowej siedziby w Żyrowej. Amand i Fanny mieli trójkę dzieci: syna Mikołaja oraz dwie córki Wandę (zm. 1908) i Pamelę (zm. 1913).
W 1854 powstał krzyż przydrożny w Krowiarkach, na którym jest pięć imion tej rodziny: Amand (ojciec), Fanny (matka), Wanda i Pamela (córki), Niclaus (syn).
Hrabianka Wanda została jedyną spadkobierczynią rodziny von Gaschin. W wieku 19 lat poślubiła hrabiego Hugona II Henckel von Donnersmarck z Siemianowic.
Hrabia Amand wraz z żoną Fanny i ich synem Mikołajem zostali pochowani w kościele w Makowie, gdzie spoczywali do 1888. Następnie zostali przeniesieni do wybudowanego rodzinnego mauzoleum w paru zamkowym w Krowiarkach.

## Przedstawiciele
- Amand von Gaschin
- Wanda von Gaschin